# Едвард Абрамовски
Ю̀зеф Ѐдвард Абрамо̀вски (на полски: Józef Edward Abramowski) е полски философ, политолог, психолог и социолог роден на 17 август 1868 г. и починал през 1918 г.
Абрамовски е привърженик на идеите на Анархизма и обединяването на селскостопанските производители в кооперации.